# ريتشارد بست
ريتشارد بست (بالإنجليزية: Richard Radford Best)‏ هو دبلوماسي بريطاني، ولد في 28 يوليو 1933 في وورثينغ ‏ في المملكة المتحدة، وتوفي في 7 مارس 2014.